# Хорник, Клазина Мария
Клазина Мария Хорник (более известна как Син; февраль 1850, Гаага — 1904, там же) — гаагская натурщица, проститутка. С февраля 1882 по сентябрь 1883 года была сожительницей художника Винсента ван Гога.

## Биография

### Знакомство с ван Гогом
К началу 1882 года Винсент ван Гог находился на грани нервного срыва. «Я немедленно должен найти себе женщину, — говорил художник, имея в виду проститутку, — иначе я замерзну и превращусь в камень». Ван Гог предпочитал немолодых и не столь красивых проституток, которых он мог бы «воспитывать».
В конце февраля 1882 года ван Гог и Клазина познакомились в Гааге. Вскоре между ними завязался бурный роман: спустя некоторое время Син, как её называл Винсент, будучи беременной, переехала к нему домой.

### Совместная жизнь
В письмах к брату Тео ван Гог отзывался о своей сожительнице тепло и уважительно, говорил о своей привязанности к её детям: пятилетней дочери, которая также жила в доме художника, и новорожденному сыну Биллему. Несмотря на то, что пара жила в абсолютной нищете, и оба они — как Винсент, так и Син — имели вспыльчивый, неустойчивый характер, их сожительство длилось на протяжении полутора лет. Более того, ван Гог подумывал о заключении официального брака с Син, против чего были категорически настроены его родственники. Винсента не остановило даже то, что подруга заразила его гонореей, вынудив в течение трёх недель пролежать в больнице.

### Расставание
К концу 1883 года отношения между Син и Винсентом стали постепенно ухудшаться. Идиллическое отношение ван Гога к сожительнице прекратилось, и он со временем перестал называть её по имени, предпочитая слова «женщина, с которой я живу» или просто «женщина». В сентябре 1883 года, подталкиваемый братом Тео, ван Гог принял решение о разрыве постепенно отношений с Син и, расставшись с ней, покинул Гаагу. Художник, привязавшийся не только к самой проститутке, но и к её детям, тяжело переживал расставание.

### Син в творчестве ван Гога
За месяцы, проведённые рядом с Син, ван Гог значительно вырос  как художник. Он посвятил своей пассии, а также её детям и матери, несколько десятков работ, в основном, графического характера.

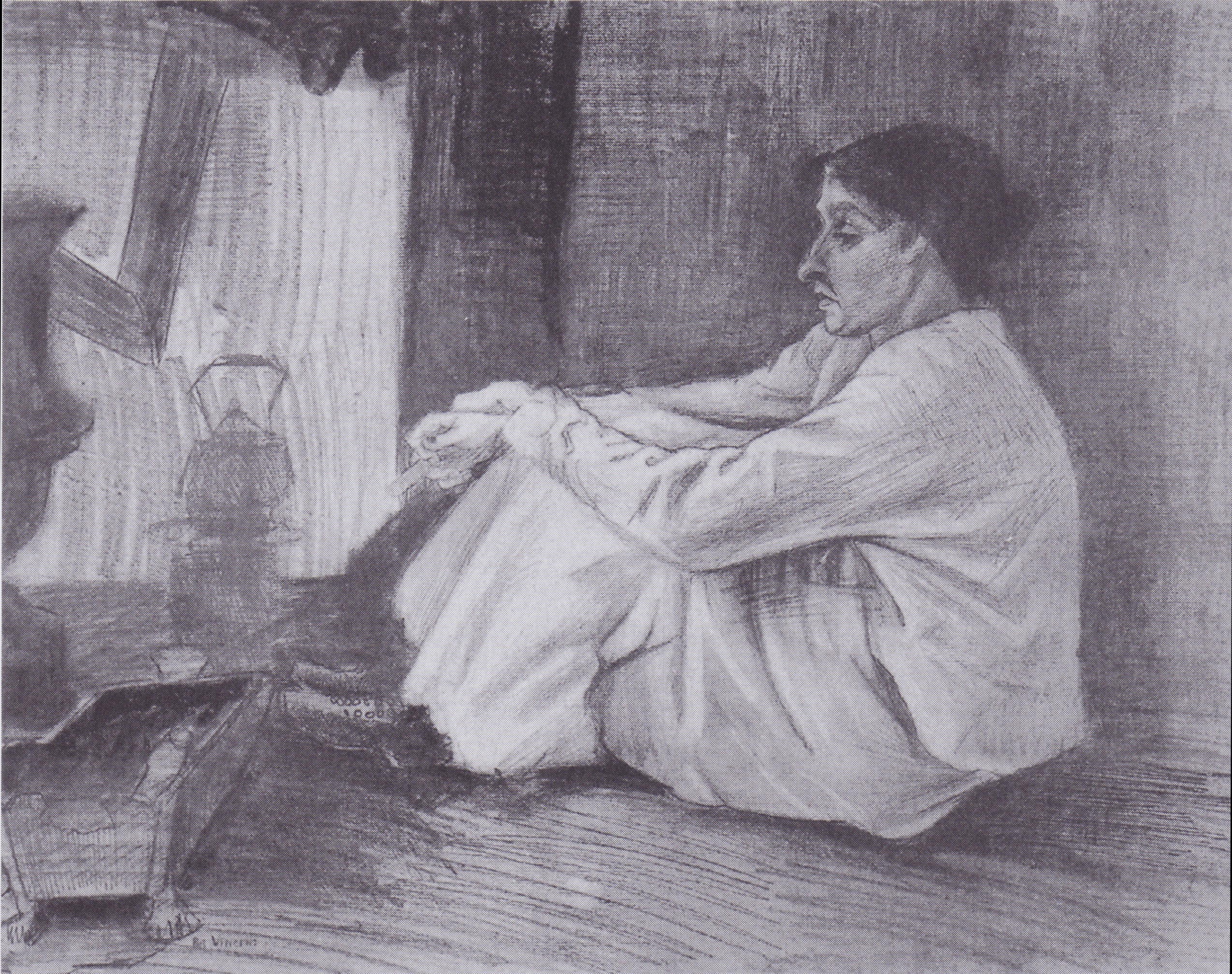
«Син с сигарой, сидящая на полу напротив огня» (апр. 1882)
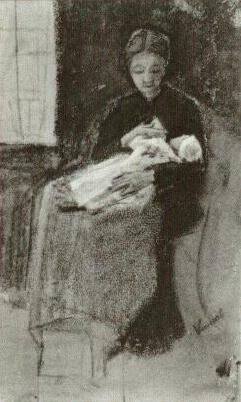
«Син нянчит ребёнка» (сент. 1882)
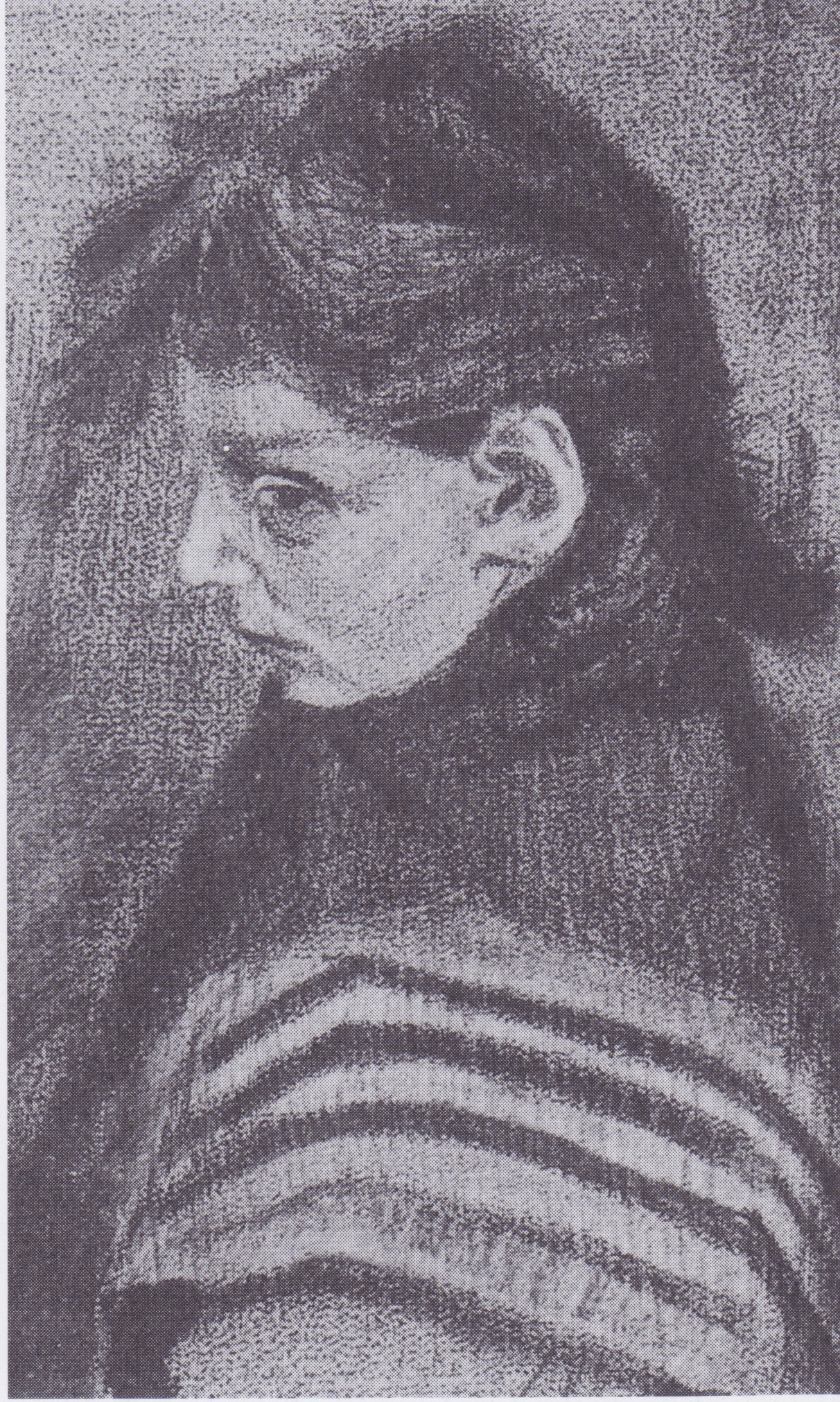
«Дочь Син, укутавшаяся в шаль» (янв. 1883)